# The Bridge
The Bridge (originele titel Bron (Zweeds) en Broen (Deens)) is een Deens-Zweedse tv-misdaadserie die in beide landen speelt en waarin beide talen worden gesproken. De titel verwijst naar de Sontbrug die Denemarken en Zweden verbindt.

## Verhaallijn

### Seizoen 1
Op de Sontbrug tussen Zweden en Denemarken wordt een doormidden gezaagd lijk gevonden. Omdat het precies op de grens ligt, moeten de rechercheteams van het Deense Kopenhagen en het Zweedse Malmö nauw samenwerken. De twee tegenpolen die gezamenlijk het onderzoek leiden, zijn de Deense politie-inspecteur en gezinsvader Martin Rohde (Kim Bodnia) en de Zweedse, extreem praktisch denkende Saga Norén (Sofia Helin), die kenmerken van het syndroom van Asperger vertoont. De moord blijkt zowel sociale als politieke motieven te hebben, maar de moordenaar wil nog meer bereiken.

### Seizoen 2
Er vaart een schip in op een van de pijlers van de Sontbrug. In het schip zitten vijf uitgeputte personen vastgebonden in het ruim. Van een bemanning is geen spoor. Saga Norén ontdekt dat drie van de gevangenen Zweeds zijn en de andere twee Deens. Ze neemt daarom na ruim een jaar weer contact op met haar Deense collega Martin Rohde, waarna hun onderzoek begint. Het vijftal in de boot blijkt opzettelijk te zijn besmet met longpest, de eerste daad van een groepering ecoterroristen. Terwijl er doden blijven vallen, lijdt Martin psychisch nog zwaar onder de gevolgen van de moord op zijn zoon August en het stoïcisme van moordenaar Jens Hansen daarover. Daardoor woont hij al een tijd apart van zijn vrouw Mette en hun kinderen. Saga is in een poging 'normaler' te zijn, gaan samenwonen met een man, Jakob Sandberg. Hoewel ze voordelen ziet in het hebben van een relatie, kan ze de aanwezigheid van een ander in haar huis eigenlijk niet verdragen.

### Seizoen 3
Wanneer de Deense Helle Anker vermoord wordt gevonden op een bouwterrein in Malmö, wordt de Zweedse rechercheur Saga Norén op het onderzoek gezet. Anker werd na de moord samen met drie etalagepoppen in een scène uitgestald om zo een traditionele familie uit te beelden. Haar hart blijkt uitgesneden. Anker was getrouwd met een Zweedse vrouw en als pionier betrokken bij een nieuw opgezette genderneutrale kleuterschool. Omdat haar voormalige Deense partner Martin Rohde een gevangenisstraf van tien jaar uitzit, wordt Norén ditmaal voor het onderzoek gekoppeld aan de Deense rechercheur Hanne Thomsen. Ze merkt al snel dat die haar totaal niet mag. Hun samenwerking is van korte duur doordat Hanne bij een huiszoeking bij de zoon van Anker op een landmijn stapt. In het verdere onderzoek krijgt Saga daarom een nieuwe Deense partner in de persoon van Henrik Sabroe (Thure Lindhardt). Hij lijdt aan slapeloosheid, ziet nog dagelijks zijn zes jaar eerder verdwenen vrouw en kinderen in zijn huis rondlopen en heeft geheimen. Hij wilde zelf graag Noréns partner worden om haar om hulp te vragen bij het zoeken naar zijn verdwenen familie. Nadat er nog verschillende moorden plaatsgevonden hebben die verband houden met die op Anker, krijgt Saga ook te maken met het plotseling verschijnen van haar van haar vervreemde moeder, die pijnlijke herinneringen aan haar dode zus oprakelt. Tevens krijgt ze te maken met een nieuwe baas, Linn Björkman. Zij vervangt Hans Petterson nadat die ook slachtoffer geworden was van de gezochte moordenaar. Björkman heeft een andere werkwijze dan Hans, de enige persoon in Noréns leven met wie zij een persoonlijke band voelt. Het onderzoek brengt diverse verdachten naar boven: een rechtse vlogger, een verslaafde gokker, zijn zwangere vriendin, het hoofd van een beroepsopleiding die ook drugs smokkelt, een makelaar die een affaire heeft met een zeventienjarige jongen, een zelfhelpgoeroe en een steenrijke kunstverzamelaar.

### Seizoen 4
Saga Norén heeft twee jaar in de gevangenis gezeten voor de moord op haar moeder, maar wordt dan door het hooggerechtshof vrijgesproken. Henrik Sabroe is in Denemarken een onderzoek begonnen naar de moord op een hooggeplaatste overheidsfunctionaris, de directeur van de immigratiedienst, die door steniging om het leven is gekomen. Nadat Saga is vrijgekomen, wordt zij herenigd met Henrik en gaan zij samen verder op onderzoek uit in de moordzaak. Tevens besluit zij te gaan samenwonen met Henrik. Na een autorit over de brug krijgt zij ineens een paniekaanval en besluit zij therapie te gaan volgen. Henrik bezoekt regelmatig bijeenkomsten voor ex-drugsverslaafden en daar raakt hij bevriend met Kevin, die in een rolstoel zit. Saga wordt zwanger van Henrik en wil abortus laten plegen. Dit is tegen de wens in van Henrik, waarop zij besluit de baby te houden en deze door Henrik te laten opvoeden.
Tijdens hun moordonderzoek komen zij meer slachtoffers tegen die op een bepaalde manier zijn vermoord. Deze methodes lijken op de wijze hoe gevangenen geëxecuteerd worden. Hierdoor vermoeden zij dat er nog zeven slachtoffers kunnen vallen. Henrik ontdekt een connectie tussen de moorden en een man genaamd Tommy, een gangster en politie-informant, die Henrik nog kent uit het verleden. Tommy had aan Henrik verteld over een komende bendeoorlog, maar de openbare aanklager weigerde deze tip verder te onderzoeken. Dit leidde tot een bloedige bendeoorlog en de dood van Tommy, nadat hij ontmaskerd was als politie-informant. De invloed die Henrik en commissaris Lillian Larsen in deze zaak hadden maakt hen en hun dierbaren nu een potentieel doelwit als slachtoffers. Tevens wordt ontdekt dat Kevin een zoon is van de overleden Tommy.
Saga realiseert zich ondertussen dat zij van Henrik houdt en dat zij met hem verder wil in haar leven. Na haar conclusie dat zij niet in staat is om haar baby op te voeden kiest zij toch voor een abortus tot grote woede van Henrik, die hierna niets meer met haar te maken wil hebben. Saga wil hem toch terug en besluit zijn verdwenen dochters terug te vinden. Tijdens haar privéonderzoek vindt zij een meisje genaamd Astrid. Zij leeft in een kleine gemeenschap en blijkt een dochter van Henrik te zijn. De andere dochter, Anna, is in het verleden gestorven aan de gevolgen van een onbehandelde blindedarmontsteking. Henrik wordt herenigd met zijn dochter en dit maakt hem nu een mogelijk doelwit van de moordenaar.
Saga ontdekt dat de moordenaar de voormalige geliefde is van Tommy. Zij wordt gearresteerd en geeft details prijs over de gepleegde moorden, maar Saga is nog niet overtuigd dat zij de enige dader is en vreest dat er nog een moordenaar rondloopt. Intussen probeert Henrik een relatie op te bouwen met zijn dochter, wat in het begin stroef verloopt. Kevin brengt onverwachts een bezoek aan Henrik en zijn dochter en als Henrik zijn rug naar hem toedraait, staat hij vanuit zijn rolstoel op en valt hen aan. Hij bindt Henrik en Astrid vast en eist dat Henrik toekijkt wanneer hij Astrid doodschiet. Henrik weigert echter te kijken en Kevin schiet dan in haar been en zegt Henrik dit voort te zetten zolang hij niet kijkt. Henrik doet dan zijn ogen open en ziet dan dat Kevin doodgeschoten is door Saga.
Met behulp van de therapeut lukt het Saga van haar schuldgevoel over de zelfmoord van haar zus af te komen. Zij ontdekt ook dat zij een privéleven kan hebben buiten haar politiewerk om. Zij bezoekt Henrik en bekent aan hem dat zij niet zonder hem kan, maar wil hem wel verlaten om dingen te doen buiten hem. Na een belofte om contact te houden verlaat zij Malmö, onderweg stopt zij op de brug om daar haar politiepas in zee te gooien.

## Afleveringen
| Seizoen | Aantal afleveringen | Uitgezonden +                        |  |
| ------- | ------------------- | ------------------------------------ |  |
| 1       | 10                  | 21 september 2011 – 23 november 2011 |  |
| 2       | 10                  | 22 september 2013 – 24 november 2013 |  |
| 3       | 10                  | 27 september 2015 – 29 november 2015 |  |
| 4       | 8                   | 1 januari 2018 – 18 februari 2018    |  |

## Rolverdeling

### Seizoen 1
- Sofia Helin – Saga Norén (politie-inspecteur in Malmö)
- Kim Bodnia – Martin Rohde (politie-inspecteur in Kopenhagen)
- Dag Malmberg – Hans Petterson (commissaris in Malmö)
- Sarah Boberg – Lillian Larsen (commissaris in Kopenhagen)
- Rafael Pettersson – John Lundqvist (medewerker politieteam)
- Puk Scharbau – Mette Rohde (vrouw van Martin Rohde)
- Lars Simonsen – Sebastian Sandstrod / Jens Hansen

### Seizoen 2
- Sofia Helin – Saga Norén (politie-inspecteur in Malmö)
- Kim Bodnia – Martin Rohde (politie-inspecteur in Kopenhagen)
- Dag Malmberg – Hans Petterson (commissaris in Malmö)
- Sarah Boberg – Lillian Larsen (commissaris in Kopenhagen)
- Rafael Pettersson – John Lundqvist (medewerker politieteam)
- Puk Scharbau – Mette Rohde (vrouw van Martin Rohde)
- Lars Simonsen – Sebastian Sandstrod / Jens Hansen

### Seizoen 3
- Sofia Helin – Saga Norén (politie-inspecteur in Malmö)
- Thure Lindhardt – Henrik Sabroe (politie-inspecteur in Kopenhagen)
- Dag Malmberg – Hans Petterson (commissaris in Malmö)
- Maria Kulle – Linn Björkman (vervangend commissaris in Malmö)
- Sarah Boberg – Lillian Larsen (commissaris in Kopenhagen)
- Rafael Pettersson – John Lundqvist (medewerker politieteam)

### Seizoen 4
- Sofia Helin – Saga Norén (politie-inspecteur in Malmö)
- Thure Lindhardt – Henrik Sabroe (politie-inspecteur in Kopenhagen)
- Sarah Boberg – Lillian Larsen (commissaris in Kopenhagen)
- Dag Malmberg – Hans Petterson (commissaris in Malmö)
- Maria Kulle – Linn Björkman (commissaris in Malmö)
- Gabriel Flores Jair – patholoog
- Julie Carlsen – Barbara
- Mikael Birkkjær – Jonas
- Thomas W. Gabrielsson – Niels
- Sandra Yi Sencindiver – Susanne
- Smilla Bak – dochter 1 van Henrik
- Holly Lars Bjarke – dochter 2 van Henrik
- Anders Mossling – Frank
- Fanny Bornedal – Julia
- Iris Mealor Olsen – Ida
- Erik Lönngren – Christoffer
- Lisa Linnertorp – Sofie
- Selma Modéer Wiking – Astrid
- Elliott Crosset Hove – Kevin
- Jenny Lampa – psycholoog
- Lena Strömdahl – Harriet

## Algemeen
De serie werd voor het eerst uitgezonden op 21 september 2011 door SVT in Zweden en op 28 september 2011 door DR in Denemarken. In Vlaanderen was de serie vanaf 1 september 2012 elke zaterdag te zien en de tweede reeks in het najaar van 2014 telkens op Canvas.
Tijdens de beginleader klinkt het nummer Hollow Talk van de Deense band Choir of Young Believers.
De eerste twee seizoenen zijn uitgebracht door Lumière met Nederlandstalige ondertiteling in een set van 5 dvd's / 3 blu-rays met een totale speelduur van 600 minuten per seizoen.

## Remakes van seizoen 1
In 2013 verscheen een Brits-Franse remake onder de titel The Tunnel. Hierin wordt het lijk niet gevonden op de Sontbrug, maar midden in de Eurotunnel tussen Frankrijk en Engeland. Aan het scenario werd meegeschreven door de oorspronkelijke schrijver Hans Rosenfeldt. De hoofdrollen worden gespeeld door de Britse acteur Stephen Dillane als inspecteur Karl Roebuck en Clémence Poésy als zijn Franse collega Elise Wassermann.
De Amerikaanse remake met Diane Kruger als detective Sonya Cross en Demian Bichir als Marco Ruiz speelt zich af rond de grensovergang tussen El Paso en Juárez.